# El creador de lunas
El creador de lunas es una historia corta que forma parte de un libro de relatos publicados en 1896 por Robert William Chambers bajo el título El creador de lunas.

## Resumen
En esta historia, el narrador afirma su deseo de revelar todo lo que pueda de Yue-Laou y el Xin. Al principio describe cómo conoció a su amigo Godfrey: en una tienda de oro, donde Godfrey le mostró una escultura de una serpiente de oro, la cual describe como una obra de arte; durante la conversación se da cuenta de que una extraña criatura ("algo blando y amarillo con patas de cangrejo, cubierto de áspero vello amarillo") está metida en el bolsillo del abrigo de Godfrey, y acuerdan llevarla a Cardenal Woods. 
Por la noche Barris, Pierpont y el narrador se encuentran en un auto; de pronto Barris recibe un fax firmado por el General Drummond, quien es jefe del Servicio Secreto del Gobierno, donde les dice que Le Grange  descubrió que el oro es un metal compuesto que se puede hacer artificialmente, y que un gran número de personas han hecho oro falso.
Unos días más tarde, los tres se van a una expedición de caza a Cardenal Woods,   Barris se aleja para explorar la zona. Por otro lado mientras el narrador sale de caza se topa con una fuente escondida en medio del bosque donde conoce a una mujer llamada Ysonde. Ambos charlan  y el narrador se entera de que ella viene de Yian. De pronto Ysonde desaparece y, en consecuencia, él cree que no era más que un fantasma y vuelve a la caza. Por la noche se encuentra confundido y perturbado pues no puede encontrar la fuente donde había visto a Ysonde a pesar de que creía saber el lugar exacto. Después de un rato termina resignándose a pensar que ella no es real hasta que la encuentra de nuevo y le pregunta más sobre sus orígenes; Yian es mencionado de nuevo una que otra vez y sin mucho detalle. 
Después de regresar a su tienda, el narrador se enferma y le pregunta a Barris la localización de Yian, tras lo cual Barris niega la existencia del lugar para después retractarse.
Barris le dice que Yian es el centro de Yue-Laou “El creador del lunas” y sus hechiceros, los Kuen-Yuin, y que él alguna vez vivió allí. Barris describe cómo fue engañado por Yue-Laou quien le proporcionó una mujer preciosa de la que se enamoró y luego fue separada de él.  Además le dice a su amigo que cree que Xangi, que "es Dios", es de jerarquía mayor a  Yue-Laou y cree que le devolverá a su amada.
El narrador busca de nuevo a Ysonde, quien se especula que es la hija de Barris y de la mujer que perdió, y al encontrarla los dos son testigos de cómo Yue-Laou da luz al monstruo Xin.
La narración termina cuando Ysonde le pregunta al narrador por qué está escribiendo "tales disparates sin el menor rastro de verdad o fundamento", refiriéndose al cuento mismo, cuestionamiento que pone en duda la credibilidad de la historia.